# Vespertilio sinensis
Vespertilio sinensis é uma espécie de morcego da família Vespertilionidae. Pode ser encontrada na Rússia, Mongólia, Coreias, Japão, China e Taiwan.